# Державний академічний центральний театр ляльок імені С. В. Образцова
Державний Академічний Центральний театр ляльок імені С. В. Образцова (рос. Государственный Академический Центральный театр кукол им. С. В. Образцова) — центральний ляльковий театр у столиці Російської Федерації місті Москві, значний культурний осередок і одна з туристичних принад міста.

## Загальні дані
- Державний Академічний Центральний театр ляльок імені С. В. Образцова розташований в районі Садового кільця за адресою — вул. Садова-Самотічна, 3, м. Москва (РФ).

- Загалом до театрального комплексу входять 2 будівлі на Садовому кільці, 2 сцени, найбільша і єдина в Росії бібліотека, де зібрано всю відому літературу про ляльки та найбільший у світі Музей театральних ляльок (створений 1937 року).

- Репертуар театру розрахований в переважній більшості на юних глядачів, але є також вистави для дорослих.

- Директор театру — Андрій Олексійович Лучин (рос. Андрей Алексеевич Лучин)[2].

## З історії театру
Московський Центральний театр ляльок був організований при Центральному будинку художнього виховання дітей у 1931 році. Заклад розпочав свою роботу в наступному (1932-му році) виставою «Джим і Долар».
Від часу створення і фактично до своєї смерті беззмінним символом і «душею» театру лишався визначний радянський і російський театральний діяч Сергій Володимирович Образцов — він був постановником і художнім керівником величезної кількості вистав театру, а від 1949 року — багаторічним директором закладу.
У 1970 році театр переїхав у нове просторе приміщення на Садовому кільці.
1969 року Державний Академічний Центральний театр ляльок імені С. В. Образцова нагороджений Орденом Трудового Червоного Прапора.
Від 1992 року, носить ім'я С. В. Образцова (відразу після його смерті).
А 1 червня 2006 року біля театру був урочисто відкритий пам'ятник багаторічному керівнику Московського Центрального театру ляльок С. В. Образцову. Автор пам'ятника — народний художник Росії, академік Олександр Бєлашов.

## Цікаві факти про театр

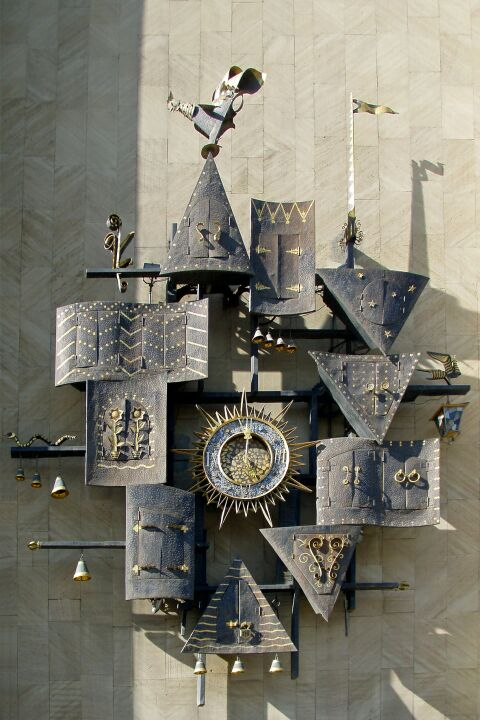
«Ляльковий» годинник

- Державний Академічний Центральний театр ляльок імені С. В. Образцова позиціонується як найбільший ляльковий театр у світі, такий, що в такому статусі внесений до всіх енциклопедій і навіть до Книги рекордів Гіннеса[4].
- Театр знаменитий своїми дзиґарями з віконцями на фасаді будівлі, в яку переїхав 1970 року. Щогодини під бій годинника в одному з його віконечок з'являється якась лялька-звірятко (наприклад, о 2-й це вовченя), а опівдні відчиняються відразу всі віконця, і всі ляльки-звірята разом танцюють під музику[5].